# Kyuubi
Kurama eller den Ni-halede Dæmon Ræv (九尾の妖狐 Kyūbi no Yōko) er en dæmon forseglet i Naruto Uzumaki's krop, i manga- og anime-serien Naruto.
Da den Ni-halede ræv, Kurama/Kyuubi, på mystisk vis dukkede op og angreb den lille ninjalandsby Konohagakure, var alt kaos i den lille by. Eliteninjaer fik til opgave at holde ræven i skak indtil byens overhovede Den Fjerde Hokage (Minato Namikaze) ville komme dem til hjælp. Da han endelig ankom, havde mange ninjaer måttet lade livet. Den nihaledes styrke var enorm selv for den fjerde hokage, så han var nødt til at bruge en jutsu (ninjakunst) som ville koste ham hans eget liv. Han forseglede dæmonen i hans egen nyfødte søn (Naruto Uzumaki).
Da Kyuubi blev forseglet lavede Den Tredje Hokage (Hiruzen Sarutobi) der gjaldt for alle i byen. Et forbud mod at fortælle, at Naruto Uzumaki var den dreng, dæmonen blev forseglet i. Dem der så meget som hviskede om det, blev straffet hårdt.
Da Naruto voksede op opfattede alle ham som dæmonen og hadede ham. Naruto vidste selvfølgelig ikke hvorfor alle hadede ham, og hvorfor han ikke havde nogen forældre.
| Anime- eller mangafigur | Spire Denne artikel om en anime- og/eller mangafigur er en spire som bør udbygges. Du er velkommen til at hjælpe Wikipedia ved at udvide den. |